# James Pradier

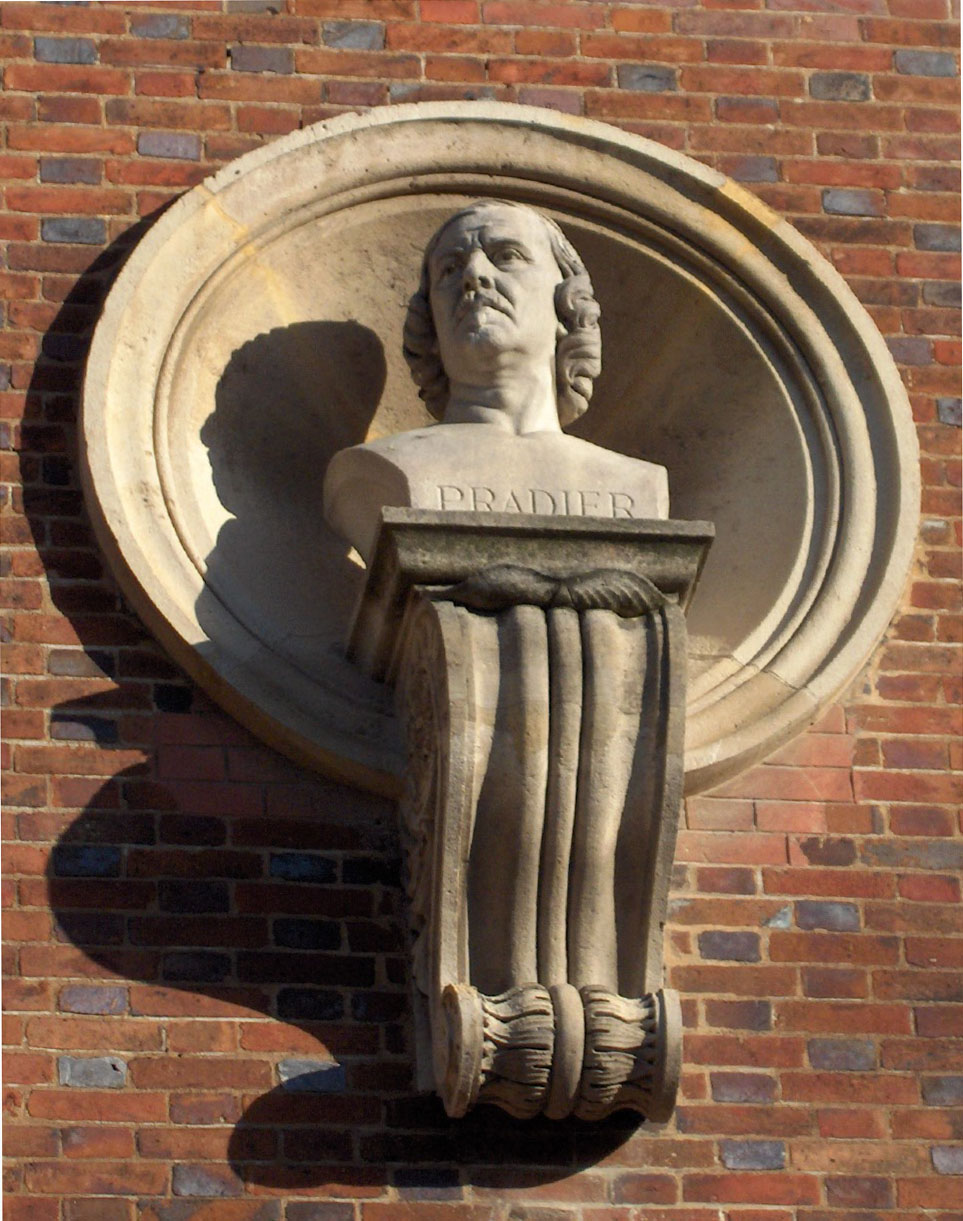
Busto de James Pradier.

James Pradier, también conocido como Jean-Jacques Pradier (23 de mayo de 1790 - 4 de junio de 1852), fue un escultor francés nacido en Suiza, más conocido por su trabajo en el estilo neoclásico. 

## Biografía
Natural de Ginebra, Pradier viajó a París en 1807 para trabajar con su hermano mayor, un grabador. Ganó un Premio de Roma que le permitió estudiar en esta ciudad desde 1814 hasta 1818 con Jean Auguste Dominique Ingres. En 1827 se convirtió en miembro de la Academia de Bellas Artes y profesor en la École des Beaux-Arts. A diferencia de muchos de sus contemporáneos, Pradier supervisó el acabado de sus esculturas. Fue amigo de los poetas románticos Alfred de Musset, Victor Hugo y Théophile Gautier. 
El acabado neoclásico de la superficie de sus esculturas está marcado de un erotismo que sus temas mitológicos apenas pueden disimular. En el Salón de París de 1834, su Sátiro y Bacante generó un gran escándalo al afirmar algunos visitantes que reconocían las características del escultor y su amante, Juliette Drouet, en las figuras. Cuando el gobierno de Luis Felipe I se negó a comprar la obra, el conde Anatole Demidoff la adquirió y la trasladó a su palacio de Florencia. 
Otras famosas esculturas de Pradier son las figuras de la Fama del Arco de Triunfo, las figuras decorativas en la iglesia de la Madeleine, y sus doce Victorias en el interior de la cúpula de Los Inválidos, en París. Pradier, además, colaboró con Froment-Meurice, en el diseño de joyas en un estilo que se puede calificar de renacentista-romántico. 
Su importancia como gran artista que fue se demuestra por el hecho de que su retrato está incluido en la obra de François Joseph Heim que refleja los pintores del Salón de 1824 y que se conserva en el Museo del Louvre, París. 
Está enterrado en el cementerio del Père-Lachaise. Buena parte de las obras de su estudio fueron adquiridas por el museo de la ciudad de Ginebra. También hay piezas suyas en el Museo de Orsay. 
Pradier fue olvidado en gran medida en épocas posteriores, aunque en 1846, Gustave Flaubert dijo de él: «este es un gran artista, un verdadero griego, el más antiguo de todos los modernos; un hombre que no se distrae por nada».
Una exposición en Ginebra y París en 1985 y 1986, y este último año también en Luxemburgo, despertó de nuevo el interés por la obra de Pradier.

## Obras
Algunas de sus obras son:

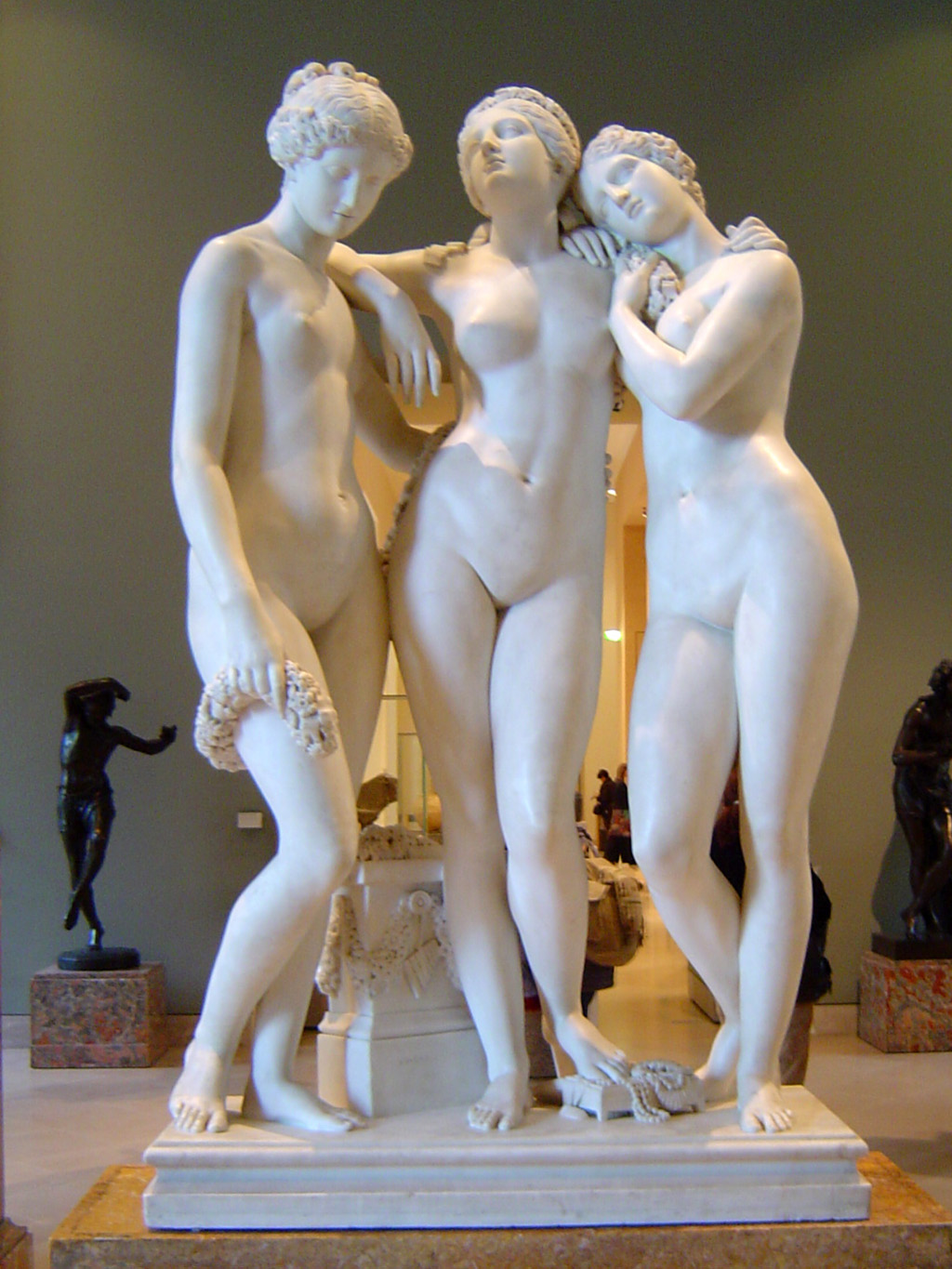
Las tres Gracias. 1831.Museo del Louvre
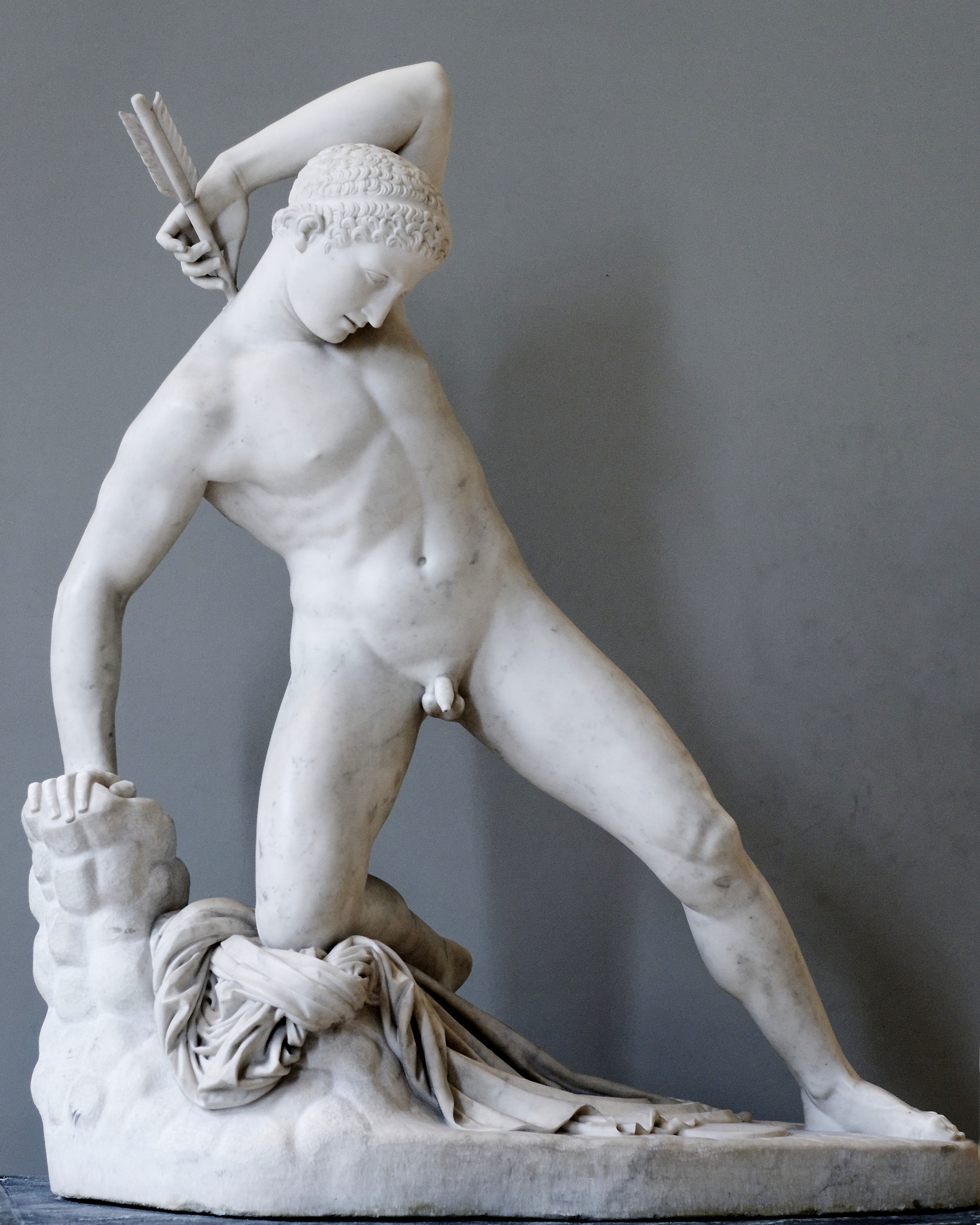
Nióbide herido 1822. Museo del Louvre
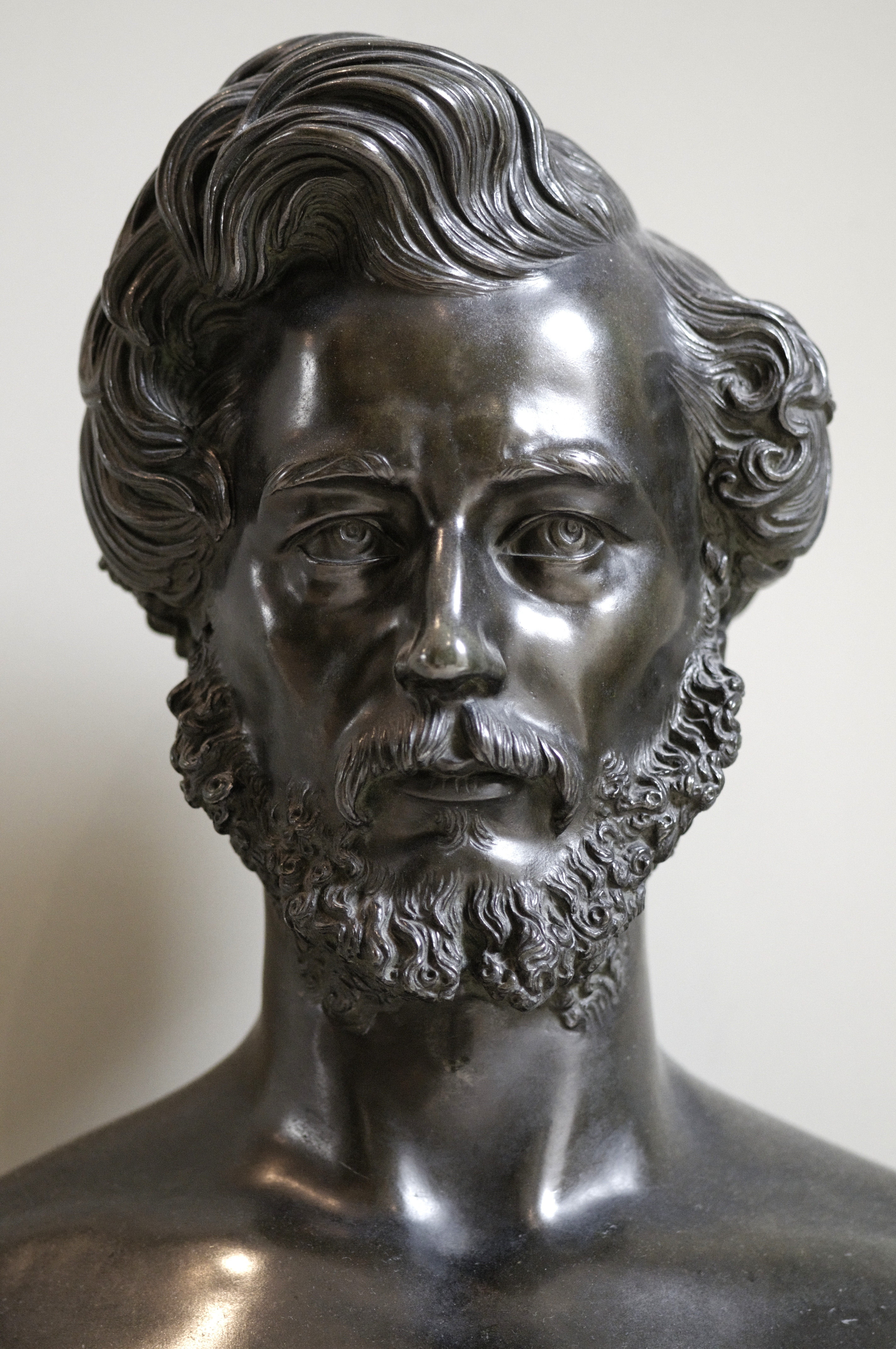
Busto del periodista Maximo Du Camp, bronce, Museo del Louvre
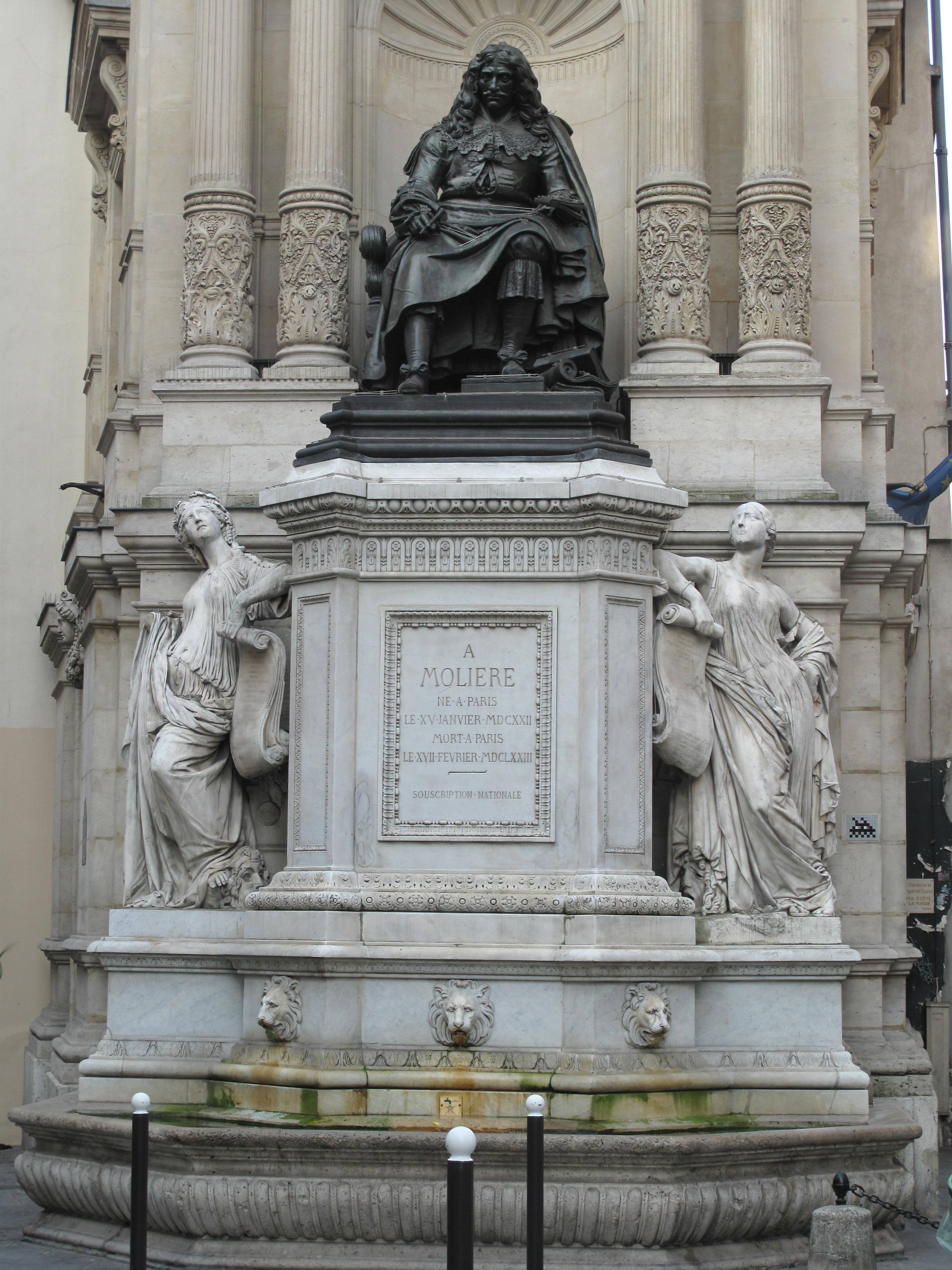
Las alegorías de la Comedia son obra de Pradier, el el monumento a Molière en bronce de Bernard Seurre